# Parigi-Camembert 1979
La Parigi-Camembert 1979, quarantesima edizione della corsa e valida come evento del circuito UCI categoria CB1.1, si svolse il 17 aprile 1979. Fu vinta dal francese Raymond Martin.

## Ordine d'arrivo (Top 10)
| Pos. | Corridore            | Squadra               | Tempo |
| ---- | -------------------- | --------------------- | ----- |
| 1    | Raymond Martin       | Miko-Mercier          |       |
| 2    | Hubert Linard        | Peugeot-Esso-Michelin |       |
| 3    | Bernard Vallet       | La Redoute-Motobecane |       |
| 4    | Hennie Kuiper        | Peugeot-Esso-Michelin |       |
| 5    | Jean Chassang        | Renault-Gitane        |       |
| 6    | Pascal Simon         | Peugeot-Esso-Michelin |       |
| 7    | Joop Zoetemelk       | Miko-Mercier          |       |
| 8    | Pierre Bazzo         | La Redoute-Motobecane |       |
| 9    | Graham Jones         | Peugeot-Esso-Michelin |       |
| 10   | Jean-René Bernaudeau | Renault-Gitane        |       |